# Едвард Мур
Едвард Мур (англ. Edward Moore; 28 лютого 1835, Кардіфф — 2 вересня 1916, Чагфорд, Девон) — британський філолог-класик, романіст, дослідник творчості Данте.

## З біографії
Мур навчався в коледжі Пембрук (Оксфорд). Викладав на острові Вайт, потім у Королівському коледжі (Оксфорд). У 1864 році він став головою St Edmund Hall, Оксфорд. З 1903 року він був каноніком Кентерберійського собору.
Мур зробив собі ім'я насамперед завдяки дослідженням Данте. Мав ступінь почесного доктора Дублінського університету.

## Публікації
- The works of Horace, Cambridge 1850, 1854
- An Introduction to Aristotle's Ethics, London 1886, 1890
- The time-references in the Divina commedia, and their bearing on the assumed date and duration of the Vision, London 1887 (іт.: Gli accenni al tempo nella Divina commedia e loro relazione con la presunta data e durata della visione, Florenz 1900, Rom 2007)
- Contributions to the textual criticism of the Divina commedia, including the complete collation throughout the Inferno of all the mss. at Oxford and Cambridge, Cambridge 1889
- Dante and his early biographers, London 1890, New York 1970
- Studies in Dante, 4 Bände, Oxford 1896—1917, 1968—1969
- Tutte le opere di Dante Alighieri, Oxford 1904